# Філ Дент
Філ Дент (англ. Phil Dent; нар. 14 лютого 1950) — колишній австралійський тенісист.
Найвищу одиночну позицію світового рейтингу — 17 місце досяг 23 серпня 1977 року.
Здобув 3 одиночні та 25 парних титулів.
Перемагав на турнірах Великого шолома в парному та змішаному парному розрядах.
Завершив кар'єру 1983 року.

## Фінали турнірів Великого шолома

### Одиночний розряд: 1 (1 поразка)
| Результат | Рік  | Турнір                                 | Покриття | Суперник       | Рахунок                 |
| --------- | ---- | -------------------------------------- | -------- | -------------- | ----------------------- |
| Поразка   | 1974 | Відкритий чемпіонат Австралії з тенісу | Трава    | Джиммі Коннорс | 6–7(7–9), 4–6, 6–4, 3–6 |

### Мікст: 1 (1 перемога)
| Результат | Рік  | Турнір                           | Покриття | Партнер         | Суперники                 | Рахунок       |
| --------- | ---- | -------------------------------- | -------- | --------------- | ------------------------- | ------------- |
| Перемога  | 1976 | Відкритий чемпіонат США з тенісу | Трава    | Біллі Джин Кінг | Фрю Макміллан Бетті Стеве | 3–6, 6–2, 7–5 |

## Виступи у турнірах Великого шолома
| W | Ф | ПФ | ЧФ | #Р | КТ | К# | P# | DNQ | A | Z# | PO | G | S | B | NMS | NTI | P | NH |

### Одиночний розряд
| Турнір                                 | 1967  | 1968  | 1969  | 1970  | 1971  | 1972  | 1973  | 1974  | 1975  | 1976  | 1977  | 1977  | 1978  | 1979  | 1980  | 1981  | 1982  | 1983  | Career SR |
| -------------------------------------- | ----- | ----- | ----- | ----- | ----- | ----- | ----- | ----- | ----- | ----- | ----- | ----- | ----- | ----- | ----- | ----- | ----- | ----- | --------- |
| Відкритий чемпіонат Австралії з тенісу | 1р    | ЧФ    | 2р    | 3р    | 2р    |       | 1р    | Ф     | 2р    | 2р    | ЧФ    | 2р    | 2р    | ЧФ    | 3р    | 3р    | 4р    | 2р    | 0 / 17    |
| Відкритий чемпіонат Франції з тенісу   |       | P1    | 2р    | 3р    | 1р    |       | 3р    |       | 1р    |       | ПФ    | ПФ    | 1р    | 1р    |       |       |       |       | 0 / 8     |
| Вімблдонський турнір                   |       | 1р    | 3р    | 2р    | 2р    |       |       | 2р    | 4р    | 4р    | ЧФ    | ЧФ    | 3р    | 2р    | 4р    | 1р    |       |       | 0 / 12    |
| Відкритий чемпіонат США з тенісу       |       |       | 1р    |       | 2р    | 1р    | 3р    |       | 2р    | 1р    | 2р    | 2р    | 1р    | 1р    |       | 1р    | 1р    |       | 0 / 11    |
| Strike rate                            | 0 / 1 | 0 / 2 | 0 / 4 | 0 / 3 | 0 / 4 | 0 / 1 | 0 / 3 | 0 / 2 | 0 / 4 | 0 / 3 | 0 / 5 | 0 / 5 | 0 / 4 | 0 / 4 | 0 / 2 | 0 / 3 | 0 / 2 | 0 / 1 | 0 / 48    |

Нотатка: 1977 року Відкритий чемпіонат Австралії відбувся двічі: в січні та грудні.

## Фінали за кар'єру

### Парний розряд (25–25)
| Результат | Ранг | Рік  | Турнір                                           | Покриття | Партнер         | Суперники                        | Рахунок                 |
| --------- | ---- | ---- | ------------------------------------------------ | -------- | --------------- | -------------------------------- | ----------------------- |
| Поразка   | 1.   | 1970 | Відкритий чемпіонат Австралії з тенісу, Мельбурн | Трава    | Джон Александер | Боб Лутц Стен Сміт               | 3–6, 6–8, 3–6           |
| Поразка   | 2.   | 1970 | Гілверсум, Нідерланди                            | Тверде   | Джон Александер | Білл Боурі Овен Девідсон         | 3–6, 4–6, 2–6           |
| Перемога  | 1.   | 1970 | Кіцбюель, Австрія                                | Ґрунт    | Джон Александер | Желько Франулович Ян Кодеш       | 10–8, 6–2, 6–4          |
| Перемога  | 2.   | 1971 | Sydney International, Австралія                  | Тверде   | Джон Александер | Мал Андерсон Олександр Метревелі | 6–7, 2–6, 6–3, 7–6, 7–6 |
| Перемога  | 3.   | 1971 | Гштад, Швейцарія                                 | Ґрунт    | Джон Александер | Джон Ньюкомб Том Оккер           | 5–7, 6–3, 6–4           |
| Перемога  | 4.   | 1971 | Лос-Анджелес, США                                | Тверде   | Джон Александер | Френк Фролінг Кларк Гребнер      | 7–6, 6–4                |
| Поразка   | 3.   | 1971 | Vancouver WCT, Канада                            |          | Джон Александер | Рой Емерсон Род Лейвер           | 7–5, 7–6, 0–6, 5–7, 6–7 |
| Поразка   | 4.   | 1972 | St. Louis WCT, США                               | Килим    | Джон Александер | Джон Ньюкомб Тоні Роч            | 6–7, 2–6                |
| Перемога  | 5.   | 1972 | Louisville WCT, США                              | Ґрунт    | Джон Александер | Артур Еш Боб Луц                 | 6–4, 6–3                |
| Поразка   | 5.   | 1973 | Відкритий чемпіонат Австралії, Melbourne         | Трава    | Джон Александер | Мал Андерсон Джон Ньюкомб        | 3–6, 4–6, 6–7           |
| Перемога  | 6.   | 1973 | Toronto WCT, Канада                              | Килим    | Джон Александер | Рой Емерсон Род Лейвер           | 3–6, 6–4, 6–4, 6–2      |
| Поразка   | 6.   | 1973 | Brussels WCT, Бельгія                            | Килим    | Джон Александер | Боб Луц Стен Сміт                | 4–6, 6–7                |
| Перемога  | 7.   | 1973 | Мастерс Цинциннаті, США                          | Ґрунт    | Джон Александер | Браян Готтфрід Рауль Рамірес     | 1–6, 7–6, 7–6           |
| Поразка   | 7.   | 1974 | Richmond WCT, США                                | Килим    | Джон Александер | Нікола Пилич Аллан Стоун         | 3–6, 6–3, 6–7           |
| Перемога  | 8.   | 1974 | Miami WCT, США                                   | Тверде   | Джон Александер | Том Оккер Марті Ріссен           | 4–6, 6–4, 7–5           |
| Перемога  | 9.   | 1974 | Мастерс Монте-Карло, Монако                      | Ґрунт    | Джон Александер | Мануель Орантес Тоні Роч         | 7–6, 4–6, 7–6, 6–3      |
| Перемога  | 10.  | 1975 | Відкритий чемпіонат Австралії, Melbourne         | Трава    | Джон Александер | Боб Кармайкл Аллан Стоун         | 6–3, 7–6                |
| Поразка   | 8.   | 1975 | Fort Worth WCT, США                              | Тверде   | Джон Александер | Боб Луц Стен Сміт                | 7–6, 6–7, 3–6           |
| Перемога  | 11.  | 1975 | Сан-Антоніо                                      | Тверде   | Джон Александер | Марк Кокс Кліфф Дрісдейл         | 7–6, 4–6, 6–4           |
| Поразка   | 9.   | 1975 | Tokyo Indoor, Японія                             | Килим    | Джон Александер | Боб Луц Стен Сміт                | 4–6, 7–6, 2–6           |
| Перемога  | 12.  | 1975 | Лас-Вегас, США                                   | Тверде   | Джон Александер | Боб Кармайкл Кліфф Дрісдейл      | 6–1, 6–4                |
| Поразка   | 10.  | 1975 | Відкритий чемпіонат Франції з тенісу, Париж      | Ґрунт    | Джон Александер | Браян Готтфрід Рауль Рамірес     | 4–6, 6–2, 2–6, 4–6      |
| Перемога  | 13.  | 1975 | Чикаго, США                                      | Килим    | Джон Александер | Майк Кейгілл Джон Вітлінгер      | 6–3, 6–4                |
| Перемога  | 14.  | 1975 | Мастерс Цинциннаті, США                          | Тверде   | Кліфф Дрісдейл  | Марсело Лара Хоакін Лойо-Майо    | 7–6, 6–4                |
| Поразка   | 11.  | 1975 | Норт-Конвей, США                                 | Ґрунт    | Джон Александер | Харун Рахім Ерік ван Діллен      | 6–7, 6–7                |
| Перемога  | 15.  | 1976 | Atlanta WCT, США                                 | Килим    | Джон Александер | Войцех Фібак Карл Майлер         | 6–3, 6–4                |
| Поразка   | 12.  | 1976 | St. Louis WCT, США                               | Килим    | Джон Александер | Браян Готтфрід Рауль Рамірес     | 4–6, 2–6                |
| Перемога  | 16.  | 1976 | Denver WCT, США                                  | Килим    | Джон Александер | Джиммі Коннорс Біллі Мартін      | 6–7, 6–2, 7–5           |
| Поразка   | 13.  | 1976 | Woodlands Парний розряд, Техас                   | Тверде   | Аллан Стоун     | Браян Готтфрід Рауль Рамірес     | 1–6, 4–6, 7–5, 6–7      |
| Поразка   | 14.  | 1977 | Джексон, США                                     | Килим    | Кен Роузволл    | Боб Г'юїтт Фрю Макміллан         | 2–6, 6–7                |
| Поразка   | 15.  | 1977 | Х'юстон WCT, США                                 | Тверде   | Джон Александер | Іліє Настасе Адріано Панатта     | 3–6, 4–6                |
| Поразка   | 16.  | 1977 | Гамбург, Німеччина                               | Ґрунт    | Кім Ворвік      | Боб Г'юїтт Карл Майлер           | 6–3, 3–6, 4–6, 4–6      |
| Поразка   | 17.  | 1977 | Вімблдонський турнір, Лондон                     | Трава    | Джон Александер | Росс Кейс Джефф Мастерз          | 3–6, 4–6, 6–3, 9–8, 4–6 |
| Перемога  | 17.  | 1977 | Цинциннаті, США                                  | Ґрунт    | Джон Александер | Боб Г'юїтт Роско Теннер          | 6–3, 7–6                |
| Перемога  | 18.  | 1977 | Washington Open, США                             | Ґрунт    | Джон Александер | Фред Макнеер Шервуд Стюарт       | 7–5, 7–5                |
| Перемога  | 19.  | 1977 | Луїсвілл, США                                    | Ґрунт    | Джон Александер | Кріс Кехел Кліфф Летчер          | 6–1, 6–4                |
| Поразка   | 18.  | 1977 | Аделаїда, Австралія                              | Трава    | Джон Александер | Сід Болл Кім Ворвік              | 6–3, 6–7, 4–6           |
| Перемога  | 20.  | 1977 | Sydney International, Австралія                  | Трава    | Джон Александер | Рей Раффелз Аллан Стоун          | 7–6, 2–6, 6–3           |
| Поразка   | 19.  | 1977 | Відкритий чемпіонат Австралії, Melbourne         | Трава    | Джон Александер | Рей Раффелз Аллан Стоун          | 6–7, 6–7                |
| Поразка   | 20.  | 1978 | Мемфіс, США                                      | Килим    | Джон Ньюкомб    | Браян Готтфрід Рауль Рамірес     | 6–3, 6–7, 2–6           |
| Перемога  | 21.  | 1978 | Forest Hills WCT, США                            | Ґрунт    | Джон Александер | Фред Макнеер Шервуд Стюарт       | 7–6, 7–6                |
| Перемога  | 22.  | 1978 | Лос-Анджелес, США                                | Килим    | Джон Александер | Фред Макнеер Рауль Рамірес       | 6–3, 7–6                |
| Перемога  | 23.  | 1978 | Брисбен, Австралія                               | Трава    | Джон Александер | Сід Болл Аллан Стоун             | 6–3, 7–6                |
| Перемога  | 24.  | 1979 | Гобарт, Австралія                                | Трава    | Боб Гілтінен    | Йон Ціріак Гільєрмо Вілас        | 8–6                     |
| Поразка   | 18.  | 1979 | Дейтон, США                                      | Килим    | Росс Кейс       | Кліфф Дрісдейл Брюс Менсон       | 6–3, 3–6, 6–7           |
| Поразка   | 19.  | 1979 | Відкритий чемпіонат Франції з тенісу, Париж      | Ґрунт    | Росс Кейс       | Джін Меєр Сенді Меєр             | 4–6, 4–6, 4–6           |
| Поразка   | 23.  | 1979 | Аделаїда, Австралія                              | Трава    | Джон Александер | Колін Діблі Кріс Кехел           | 7–6, 6–7, 4–6           |
| Поразка   | 24.  | 1980 | Брисбен, Австралія                               | Трава    | Род Фролі       | Джон Макінрой Метт Мітчелл       | 6–8                     |
| Перемога  | 25.  | 1982 | Гуаружа, Бразилія                                | Ґрунт    | Кім Ворвік      | Карлус Кірмайр Кассіу Мотта      | 6–7, 6–2, 6–3           |
| Поразка   | 25.  | 1982 | Денвер, США                                      | Килим    | Кім Ворвік      | Кевін Каррен Стів Дентон         | 4–6, 4–6                |